# Церковь Покрова Пресвятой Богородицы (Хонятино)
Церковь Покрова Пресвятой Богородицы (Покровская церковь) — церковь Русской православной церкви в селе деревне Хонятино в городском округе Ступино Московской области.
Является объектом культурного наследия (Приказ Комитета по культуре Московской области от 31.12.1998 г. № 354).

## История
Село Хонятино в XVI веке упоминается как село Конятино Маковского стана на речке Конске. В то время в селе существовала небольшая деревянная церковь во имя Георгия Победоносца.
Как кладбищенский храм, новая каменная Покровская церковь строилась в 1819—1828 годах на средства прихожан согласно их прошению в Коломенскую духовную консисторию 1818 года. Архитектурно представляет собой однокупольный храм в одной связке с трапезной (имела два придела — Георгиевский и Пятницкий) и колокольней. Четверик основного объёма и полукруглая апсида выстроены из белого камня; ротонда, завершающая основной объём — из кирпича.
Храм пережил Октябрьскую революцию, но был закрыт в 1930-е годы — время советского гонения на церкви. Был разграблен и заброшен. Многие десятилетия разрушался и находился в частично руинированном состоянии. После распада СССР храм был передан верующим. Действует с 1993 года. По настоящее время ведутся восстановительные работы.
Настоятелем Покровской церкви является протоиерей Евгений Александрович Егоров.